# 跑道入口内移
跑道入口内移（英語：displaced threshold, DTHR）是位于航空跑道实际起点或终点之外的特定跑道入口。

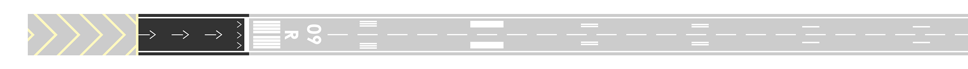
移位的跑道入口紧邻“跑道移位部分”（以黑色显示）的右侧。在此图中，入口内移处用两组四个中的八个白色块进行标记。

跑道的移位部分只可起飛，不可著陸。在跑道的另一端着陆后，航空器可以使用跑道移位部分脱离跑道。
大多数情况下，跑道入口内移是为了让进场的飞机越过障碍物，同时仍然允许离场的飞机使用跑道的全部长度。对于受航空器进近影响的居民区，或者如果跑道的起始部分无法供航空器着陆，也可以内移跑道入口降噪。飞机预计会降落在内移区域之外。允许起飞的飞机使用跑道的移位部分进行起飞或着陆滑跑，即使离场或滑跑的航空器的撞击强度低于降落，但路面阻力有明显下降。
跑道的永久移位部分有两个标记：
- 跑道中心线的箭头，和
- 横跨跑道的一根距跑道入口6米处的1.8米宽的白线[3]。

印度德里英迪拉甘地国际机场11/29号跑道的29号端入口内移1460米（4790英尺）。
因噪音问题，约翰·F·肯尼迪国际机场04L/22R跑道的22R端入口移位。这将这条12079英尺的跑道的可用着陆距离缩短至7795英尺。